# Valeo
Valeo ist ein börsennotierter französischer Automobilzulieferer mit Sitz in Paris, der weltweit als Erstausrüster der Automobil- und Nutzfahrzeugindustrie tätig ist. Der Umsatz im Geschäftsjahr 2019 betrug 19,2 Mrd. Euro.
Die Gruppe beschäftigte 2019 weltweit 103.300 Mitarbeiter in 31 Ländern an 184 Produktionsstandorten, 64 Forschungs- und Entwicklungszentren sowie 15 Vertriebsstützpunkten. Seit Januar 2022 wird Valeo von Christophe Périllat als Chairman und CEO geleitet.
Der Umsatz im Geschäftsjahr 2023 betrug 22,04 Mrd. Euro. Der Auftragseingang betrug 34,9 Mrd. Euro. [31]
In den Jahren 2016 und 2017 belegte Valeo den ersten Platz in der Liste der französischen Patentanmelder gemäß INPI. Im Jahr 2017 wurden 1.110 Patentanmeldungen veröffentlicht. 2012 sowie 2015 wurde Valeo als Top 100 Global Innovator in die Thomson-Reuters-Liste gewählt.
Valeo ist Mitglied des europäischen Verbandes der Automobilzulieferer, CLEPA.

## Geschichte

### 1923–1961
Valeo ging aus der französischen Aktiengesellschaft Ferodo (Société Anonyme Française du Ferodo, SAFF) hervor, die im Jahre 1923 in Saint-Ouen-sur-Seine (Département Seine-Saint-Denis) in der Nähe von Paris gegründet wurde. Unter Eugène Boisson vertrieb das Unternehmen Bremsbeläge und Kupplungsbeläge der englischen Gesellschaft Ferodo (Ferodo UK), später entstand in Saint-Ouen auch eine Fertigung unter Lizenz von Ferodo (UK).
Ab 1932 wurde Ferodo an der Pariser Börse gehandelt und erweiterte seine Aktivitäten auf die Herstellung von Kupplungen. Kurz vor dem Zweiten Weltkrieg warb das Unternehmen damit, 90 % aller Patente am französischen Markt für Kupplungen zu halten.
Während des Krieges, in der Kesselschlacht von Falaise im Jahr 1944, wurden die Fabriken des Unternehmens in der Normandie teilweise zerstört. Während der Befreiung von Paris wurden auch die Werkstätten für Bremsbeläge und Kupplungen in Saint-Ouen beschädigt.
In den 1950er Jahren wurde das Unternehmen modernisiert und durch den Bau neuer Fabriken, insbesondere in der Normandie (Reibbeläge) und Amiens (Kupplungen), erweitert.

### 1962–1979
Ab den 1960er Jahren begann das Unternehmen das Geschäft um angrenzende Produktfelder zu erweitern. Dabei expandierte es in Europa und arbeitete mit französischen und italienischen Kunden zusammen.
1962 übernahm es die SOFICA (Société de Fabrication Industrielle de Chauffage et d’Aération), die sich auf Heizung und Klimatisierung mit einem Werk in Nogent-le-Rotrou (Frankreich) spezialisiert hatte und erweiterte damit seine Geschäftssparte um Thermische Systeme für Fahrzeuge. Internationale Niederlassungen entstanden in Spanien (1963), Italien (1964).
Im Jahr 1970 errichtete das Unternehmen in La Verrière (bei Paris) ein Forschungszentrum (einschließlich eines Windkanals) für Thermische Systeme.
Im Zuge der Unternehmenserweiterung in Europa erfolgten Übernahmen, wie beispielsweise von SEV Marchal (1970–1971) und später von Paris-Rhône und Cibié (1977–1978). Diese Übernahmen ermöglichten es dem Unternehmen seine Expertise im Bereich der elektrischen Komponenten (Zündkerzen, Lichtmaschinen und Anlasser, sowie  Zünd-, Beleuchtungs- und Wischsysteme) auszuweiten. 1974 eröffnete das Unternehmen einen Geschäftsbereich für Thermische Systeme in Sao Paulo, Brasilien.

### 1980–1999
Am 28. Mai 1980 wurde die Gesellschaft Valeo benannt. Der Name wurde von der italienischen Tochtergesellschaft des Unternehmens übernommen.
1980 eröffnete das Unternehmen seinen ersten Standort zur Herstellung von Thermischen Systemen in den Vereinigten Staaten. 1982 folgte ein Werk in Mexiko.
Im Jahr 1984 übernahm die Unternehmensgruppe Ducellier, einen Hersteller von Generatoren, Anlassern, Scheinwerfern und Zündanlagen und errichtete seinen ersten Standort in Tunesien, um Kupplungen herzustellen.
1987 begann Valeo mit der Veräußerung von Geschäftsbereichen, die nicht mit der Fahrzeugtechnik zusammen hängen. Die Gruppe erwarb Neiman und erweiterte damit ihr Geschäftsfeld um Sicherheitssysteme für Fahrzeuge. 1988 wurde der  Bereich Sicherheitssysteme durch die Übernahme von Clausor, einem Lizenzunternehmen von Neiman in Spanien, sowie des deutschen Unternehmens Tibbe KG, welches daraufhin mit der Tochtergesellschaft der Neiman GmbH verschmolz, weiter ausgebaut.
1988 eröffnete Valeo seine ersten Standorte in Südkorea und der Türkei.
1992 wurde in Créteil (bei Paris) ein F&E-Zentrum für Elektronik eröffnet, während in Bobigny (bei Paris) ein weiteres F&E-Zentrum für Beleuchtung eröffnet wurde.
Weitere Standorte in China (1994), Polen, Tschechien (1995) und Indien (1997) folgten.
1995 unterzeichnete Valeo mit Siemens eine Vereinbarung über die Zusammenlegung der gemeinsamen Aktivitäten im Bereich Heiz-/Klimaanlagen, eine neue Gesellschaft Valeo Climatisation wurde gegründet, die in der Folge die deutsche Firma Thermal übernahm.
1996 übernahm Valeo den Geschäftsbereich Schließsysteme von der deutschen Ymos AG, die in den Bereichen Fahrzeugschließung und Antidiebstahl-Produkte spezialisiert war.
1998 übernahm das Unternehmen den Geschäftsbereich Elektrische Systeme von ITT Industries sowie die Automobilsparte von Labinal.
1999 wurde der deutsche Automobilzulieferer SWF übernommen.

### 2000 bis heute
Im Jahr 2004 eröffnete Valeo sein erstes F&E-Zentrum in China in Wuhan, das sich der Fahrzeug-Beleuchtung widmet.
Im Januar 2005 übernahm Valeo den Geschäftsbereich Motorelektronik von Johnson Controls.
2011 wurde der japanische Automobilzulieferer Niles (Innenausstattung für Fahrzeuge) übernommen.

#### Aktivitäten in Deutschland
2013 übernahm das Unternehmen Eltek Electric Vehicles mit Sitz in Frankfurt.
2016 übernahm das Unternehmen peiker, einen Anbieter für Kommunikation in Fahrzeugen, mit Sitz in Friedrichsdorf (Hessen), sowie Spheros, einen Anbieter von Heiz- und Klimasystemen im LKW- und Busbereich, mit Sitz im bayerischen Gilching.
2017 wurde gestigon, ein Startup-Unternehmen, welches Softwarelösungen zur Gestenerkennung und -steuerung anbietet, mit Sitz in Lübeck, übernommen.
2017 gründeten Valeo und Capgemini das Joint-Venture Mov’InBlue, dieses liefert Mobilitätslösungen für die Nutzung von In-car Delivery- und Carsharing-Diensten sowie für Unternehmensflotten und Autovermietungen. Sitz ist in Berlin-Kreuzberg.
2017 wurde FTE Automotive für 819 Millionen Euro übernommen.

## Organisation

### Unternehmensgliederung
Die Gruppe besteht aus drei Hauptgeschäftsbereichen:
- Brain Division
- Power Division
- Light Division

Darüber hinaus ist Valeo in über 100 Ländern auch im Ersatzteilemarkt tätig.
Einer der Forschungs- und Entwicklungsschwerpunkte ist die Sicherheit des Fahrers und seiner Umwelt.

### Geschäftsführung
- 1923: Eugene Buisson, Gründer
- 1928–1952: Jacques Vandier
- 1987–2000: Noel-Goutard
- 2000–2001: André Navarri
- 2001–2009: Thierry Morin
- 2009–2022: Jacques Aschenbroich
- seit 2022: Christophe Périllat

### Niederlassungen in Deutschland
In Deutschland war Valeo 2020 mit ca. 9.500 Mitarbeitern an 28 Standorten sowie mit 8 F&E-Zentren in folgenden Städten vertreten.
- Bietigheim-Bissingen (Produktionsstätte, F&E; ehemals SWF[16], Deutschlandzentrale, Vertriebsbüro)
- Bad Neustadt (Joint Venture Valeo Siemens eAutomotive)
- Bad Rodach (Produktionsstätte, F&E)
- Berlin (F&E)
- Braunschweig (Kundenstandort, Vertriebsbüro)
- Bremen (Produktionsstätte)
- Ebern (Produktionsstätte, F&E)
- Erlangen (Joint Venture Valeo Siemens eAutomotive)
- Fischbach, Gemeinde Ebern (Produktionsstätte)
- Frankfurt (Joint Venture Valeo Siemens eAutomotive)
- Friedrichsdorf (F&E, Produktionsstätte von ehemals Peiker Acustic)
- Gilching (F&E)
- Hockenheim (Windkanal)
- Neuses (Kronach) (F&E, Produktionsstätte)
- Lübeck (F&E)
- Mühlhausen (Produktionsstätte)
- München (Kundenstandort, Vertriebsbüro; CloudMade Deutschland GmbH)
- Neubrandenburg (Produktionsstätte)
- Ratingen (Produktionsstätte, Vertriebsbüro)
- Rüsselsheim am Main (Kundenstandort, Vertriebsbüro)
- Wemding (Produktionsstätte)
- Wolfsburg (Vertriebsbüro, Entwicklung)

## Joint Venture
2016 gründeten Siemens und Valeo das Joint Venture „Valeo Siemens eAutomotive“, an dem beide Unternehmen jeweils die Hälfte der Anteile hielten.
Zum 1. Juli 2022 übernahm Valeo den Siemensanteil und gliederte das bisherige Joint Venture unter der Produktgruppe PEM („Powertrain Electrified Mobility“) in die Business Group PTS ein.

## Börsenangaben
Valeo ist an der Pariser Börse notiert und im CAC Next 20 vertreten (ISIN-Code: FR0000130338).

## Sonstiges
Das Unternehmen war früher stark an der Herstellung von asbesthaltigen Komponenten beteiligt (überwiegend in Kupplungssystemen und Bremsbelägen) u. a. an seinem Standort in Condé-sur-Noireau in Frankreich. Nach fast 100 Jahren Asbestverschmutzungen und Gerichtsverfahren, die mehr als zehn Jahre dauerten, wurden Valeo, mehrere Manager sowie der zuständige Betriebsarzt 2006 und 2007 wegen fahrlässiger Tötung, fahrlässiger Körperverletzung und unterlassener Hilfeleistung in Condé-sur-Noireau verurteilt.
Valeo führte seither strenge Vorschriften zur Vermeidung und Behebung von Asbestrisiken für Mitarbeiter und ehemalige Mitarbeiter ein; diese wurden auch am 10. April 2009 in einer Vereinbarung mit dem französischen Umweltministerium ratifiziert.